# Nieświszczuk

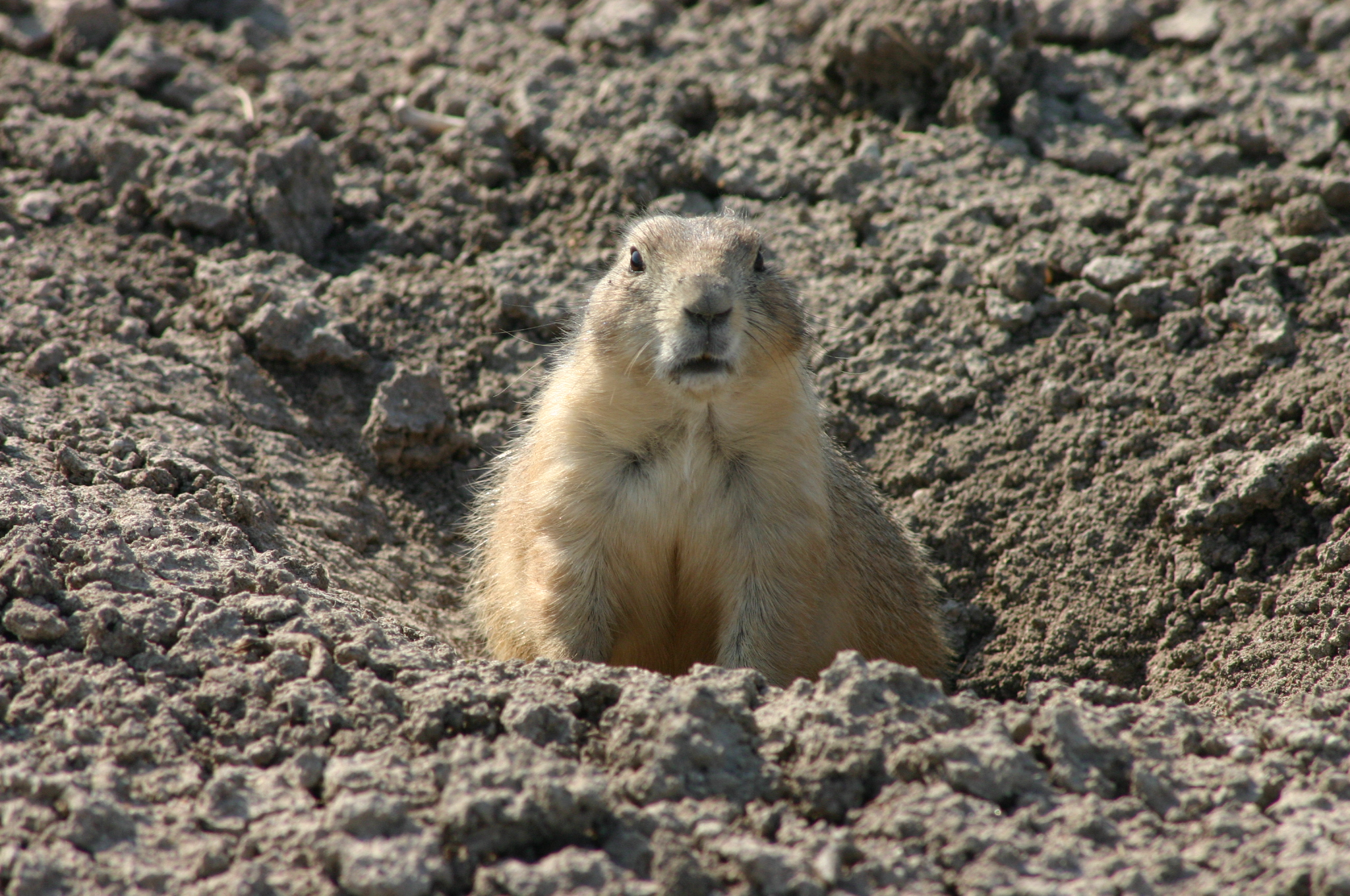
Zaniepokojony nieświszczuk wygląda z nory

Nieświszczuk (Cynomys) – rodzaj ssaków z podrodziny afrowiórek (Xerinae) w obrębie rodziny wiewiórkowatych (Sciuridae). Nieświszczuki zostały po raz pierwszy naukowo opisane w 1805 roku podczas ekspedycji Lewisa i Clarka.

## Rozmieszczenie geograficzne
Występują w Ameryce Północnej. W Stanach Zjednoczonych nieświszczuki głównie występują na zachód od rzeki Missisipi, choć można je spotkać w kilku rejonach na wschodzie. Zostały wytępione w pewnych rejonach Wielkich Równin, ponieważ farmerzy uważali je za szkodniki.

## Opis
Są to nieduże, o zwartej budowie, kopiące obszerne nory gryzonie z krótką szczęką. Długość ciała (bez ogona) 290–440 mm, długość ogona samic 46–100 mm, samców 40–105 mm; masa ciała samic 460–930 g, samców 460–1300 g. Nazywane są „pieskami”, ponieważ w chwili zagrożenia lub zainteresowania wydają odgłosy podobne do szczekania. Są roślinożerne. Na wolności mieszkają w licznych koloniach nazywanych potocznie „miastami”, które podzielone są na rodziny, zwane też koteriami. Sieć płytkich tuneli i komór zamieszkiwana przez jedną kolonię zajmuje zwykle ok. 100 ha powierzchni, jednak największa odkryta kolonia obejmowała obszar 65 tys. km² i mieszkało w niej 400 mln osobników.

## Zagrożenia i udomawianie
W wielu rejonach rolniczych powodują poważne straty finansowe – kolonia skupiająca 25 tys. nieświszczuków zjada tyle pożywienia, co 100 krów lub 800 owiec, przez co od wielu lat są ofiarą zarówno masowego trucia i zatapiania całych kolonii, jak i niekontrolowanego odstrzału zwierząt. Szacuje się, że w porównaniu z rokiem 1800, pod koniec lat 90. XX wieku w USA przetrwało tylko 5% populacji zwierząt. Takie zmniejszenie liczebności doprowadziło do zagrożenia wymarciem tchórza czarnonogiego, który poluje na te zwierzęta.
Z uwagi na ukształtowane podczas życia w koloniach duże umiejętności społeczne oraz czytelną mowę ciała, od początku lat 90. XX wieku coraz częściej są udomawiane – najpierw w USA, a potem również w Europie. Udomawianie tych gryzoni przyczynia się do coraz większego nacisku opinii publicznej na wprowadzenie prawnej ochrony nieświszczuków.
W USA stwierdzono też, iż coraz częściej nieświszczuki potrafią się adaptować do życia w wielkich miastach, budując mniejsze kolonie na niezabudowanych obszarach miast.
Również w USA farmerzy coraz częściej zachowują „miasta” nieświszczuków, traktując je jako atrakcję turystyczną, pokazywaną odpłatnie przyjezdnym.

## Systematyka
Rodzaj zdefiniował w 1817 roku francusko-amerykański przyrodnik Constantine Samuel Rafinesque w artykule zatytułowanym Opisy siedmiu nowych rodzajów północnoamerykańskich czworonogów, opublikowanym w czasopiśmie „The American Monthly Magazine and Critical Review”. Gatunkiem typowym jest (oznaczenie monotypowe) nieświszczuk czarnoogonowy (C. ludovicianus).

### Etymologia
- Cynomys (Cynomis, Cynomomus): gr. κυων kuōn, κυνος kunos ‘pies’; μυς mus, μυός muos ‘mysz’[13].
- Monax: łac. monax ‘samotny’[14]. Gatunek typowy (oznaczenie monotypowe): Monax missouriensis Warden, 1819 (= Arctomys ludoviciana Ord, 1815).
- Mamcynomiscus: modyfikacja zaproponowana przez meksykańskiego przyrodnika Alfonso Luisa Herrerę w 1899 roku polegająca na dodaniu do nazwy rodzaju przedrostka Mam (od Mammalia)[15].
- Leucocrossuromys: gr. λευκος leukos ‘biały’[16]; κροσσοι krossoi ‘frędzel’[17]; ουρα oura ‘ogon’[18] ; μυς mus, μυός muos ‘mysz’[19]. Gatunek typowy (oryginalne oznaczenie): Spermophilus gunnisoni S.F. Baird, 1855.

### Podział systematyczny
Do rodzaju należą następujące występujące współcześnie gatunki zgrupowane w dwóch podrodzajach:
| Podrodzaj        | Grafika | Gatunek              | Autor i rok opisu  | Nazwa zwyczajowa           | Podgatunki         | Rozmieszczenie geograficzne | Podstawowe wymiary                           | Status IUCN |
| ---------------- | ------- | -------------------- | ------------------ | -------------------------- | ------------------ | --- | -------------------------------------------- | ----------- |
| Cynomys          |         | Cynomys parvidens    | J.A. Allen, 1905   | nieświszczuk mały          | gatunek monotypowy | endemit Stanów Zjednoczonych: południowo-środkowe Utah | DC: 29–37 cm DO: 4,7–6,2 cm MC: 0,78–1,1 kg  | EN          |
| Cynomys          |         | Cynomys gunnisoni    | (S.F. Baird, 1855) | nieświszczuk płowy         | 2 podgatunki       | endemit Stanów Zjednoczonych: południowo-wschodnie Utah, Kolorado, środkowa i wschodnia Arizona oraz północny i północno-zachodni Nowy Meksyk                                             | DC: 31–39 cm DO: 4–6,1 cm MC: 0,46–1,3 kg    | LC          |
| Cynomys          |         | Cynomys leucurus     | C.H. Merriam, 1890 | nieświszczuk białoogonowy  | gatunek monotypowy | endemit Stanów Zjednoczonych: południowo-środkowa Montana, zachodnie i środkowe Wyoming, północno-wschodnie Utah oraz zachodnie Kolorado                                                  | DC: 35–37 cm DO: 5,5–5,7 cm MC: 0,92–1,1 kg  | LC          |
| Leucocrossuromys |         | Cynomys ludovicianus | (Ord, 1815)        | nieświszczuk czarnoogonowy | 2 podgatunki       | skrajnie południowa Kanada (południowy Saskatchewan) przez środkowe Stany Zjednoczone do północno-zachodniego Meksyku (skrajnie północno-wschodnia Sonora i północno-zachodnia Chihuahua) | DC: około 37 cm DO: 8,4–8,7 cm MC: 819–905 g | LC          |
| Leucocrossuromys |         | Cynomys mexicanus    | C.H. Merriam, 1892 | nieświszczuk meksykański   | gatunek monotypowy | endemit Meksyku: południowo-wschodnia Chihuahua, południowo-zachodnie Nuevo León i północne San Luis Potosí                                                                               | DC: 38–44 cm DO: 10–10,5 cm MC: 0,93–1,1 kg  | EN          |

Kategorie IUCN:  LC  – gatunek najmniejszej troski,  EN  – gatunek zagrożony.
Opisano również gatunki wymarłe z plejstocenu Stanów Zjednoczonych:
- Cynomys hibbardi Eshelman, 1975[22]
- Cynomys niobrarius Hay, 1921[23]
- Cynomys vetus Hibbard, 1942[24]

## Nieświszczuki w kulturze masowej
- Nieświszczuki są pokazywane w pierwszych scenach filmu Indiana Jones i Królestwo Kryształowej Czaszki
- „Dramatic Prairie Dog” i „Dramatic Chipmunk” to tytuły przeróbek filmu pokazującego zaskoczonego nieświszczuka, umieszczane przez ich autorów na YouTube